# Фалкон (Мисисипи)
Фалкон (енгл. Falcon) град је у америчкој савезној држави Мисисипи.

## Демографија
По попису из 2010. године број становника је 167, што је 150 (-47,3%) становника мање него 2000. године.
| Група             | 2000.       | 2010.       |
| Белци             | 1 (0,3%)    | 8 (4,8%)    |
| Афроамериканци    | 316 (99,7%) | 159 (95,2%) |
| Азијати           | 0 (0,0%)    | 0 (0,0%)    |
| Хиспаноамериканци | 0 (0,0%)    | 0 (0,0%)    |
| Укупно            | 317         | 167         |